# Wetterscheide

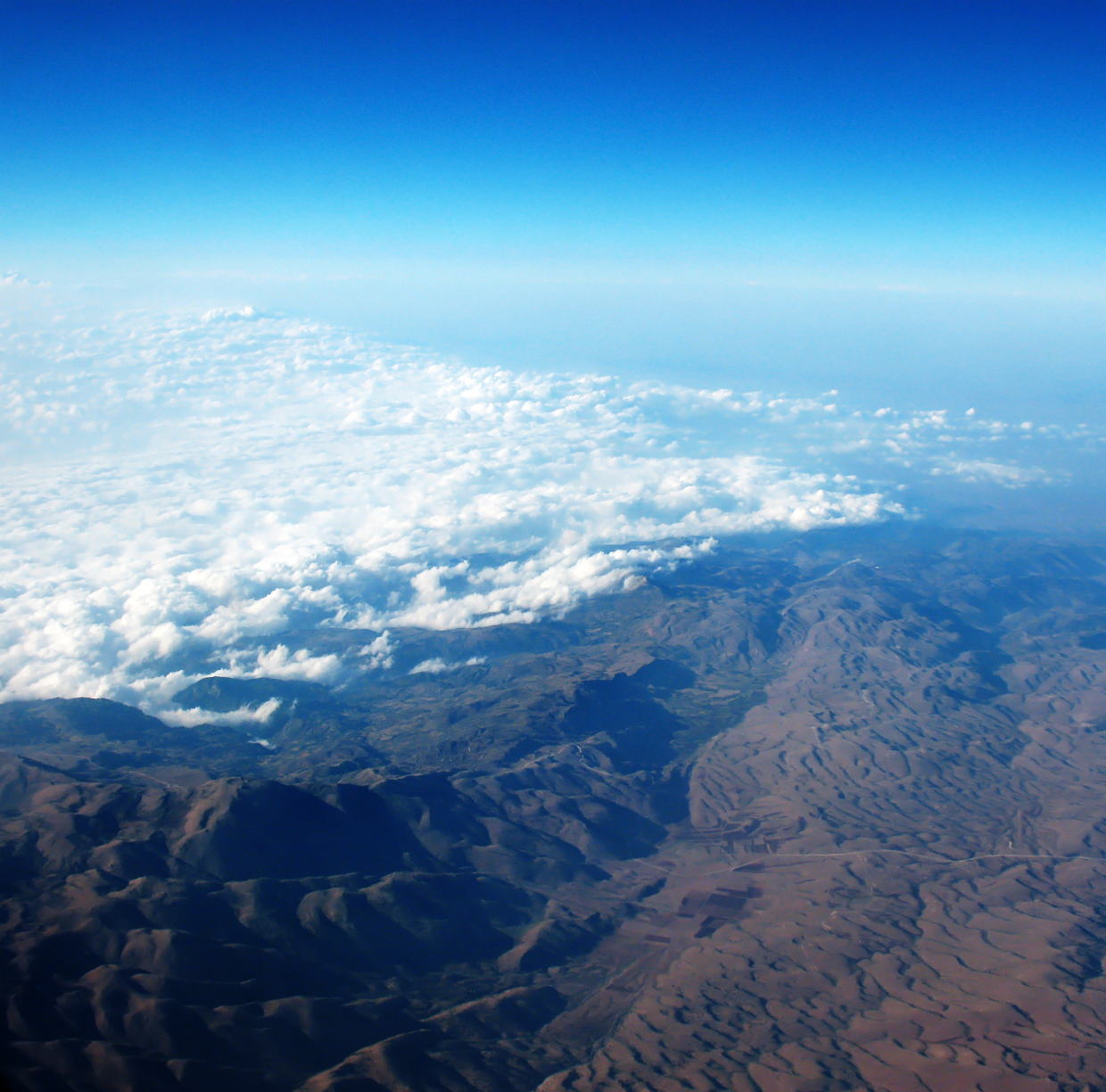
Taurusgebirge

Eine Wetterscheide ist die Grenzlinie, die Gebiete mit unterschiedlichem Wetter trennt. Diese Grenze entsteht durch geographische oder geologische Gegebenheiten, zumeist Berge (siehe Wetterseite, Luv und Lee). So gibt es an der Alpennordseite häufiger Föhn, während es südlich meistens eher zu Steigungsregen kommt.